# Adidas Europass
Europass — модель футбольного м'яча, яка була офіційною для Чемпіонат Європи з футболу 2008 року. М'яч розроблений компанією Adidas. Різні модифікації цього м'яча також були офіційними для інших матчів вищого рівня (Фінал Ліги чемпіонів УЄФА 2008 року та ін.).

## Дизайн
Дизайн м'яча символізує країни, що приймають даний чемпіонат — Австрію и Швейцарію. Зображення національних прапорів цих двох країн введено в дизайн Europass, представлене у вигляді восьми сріблястих кілець, утворених австрійськими и швейцарськими прапорами. За заявою компанії Adidas, чорно-біле забарвлення є відголоском стандартного забарвлення футбольних м'ячів минулих років, в той час як тонкі лінії підкреслюють його сучасний зміст. Дванадцять чорних крапок містять в собі графічні елементи, розроблені УЄФА як доповнення до логотипу ЄВРО-2008.
Згідно з повідомленнями преси, узагальнені результати тестування технологічних і функціональних характеристик м'яча, проведені Університетом Лафборо в Англії та футбольною лабораторією Adidas в Шайнфельді, Німеччина, підтвердили якість м'яча Europass, яка відповідає сучасним вимогам.

## Технічні новинки даної моделі
- Adidas Europass став першим у світі футбольним м'ячем, в якому використана технологія покриття PSC-Texture («гусяча шкіра») — особлива структура покриття поверхні м'яча, яка дозволяє гравцям здійснювати більш точні і потужні удари, а також підкручувати м'яч, точніше контролюючи його політ за будь-яких погодних умов[1]. Професійні футболісти, які спробували його в справі, оцінюють його набагато вище попередника — Roteiro[3].
- Покришка м'яча схожа конструкцією з більш раннім Teamgeist і складається з 14 деталей. Новий крій дозволяє скоротити кількість точок кутових стикувань трьох деталей на 60% (60 у стандартного і 24 у Europass)[1]. Загальна довжина швів скоротилася більш ніж на 15%[1].